# Борроу, Дэвид
Дэвид Стэнли Борроу (англ. David Stanley Borrow; род. 2 августа 1952, Хаддерсфилд) — британский политик.

## Биография
Дэвид Борроу родился в Хаддерсфилде, получил образование в Мирфилдской гимназии и Ланчестерском политехническом институте (ныне Университет Ковентри ), где ему была присуждена степень по экономике.
Он вступил в Лейбористскую партию в 1970 году в возрасте 18 лет, а в 1973 году стал стажером в Yorkshire Bank. Дэвид Борроу был избран советником городского совета Престона в 1987 году и был лидером совета с 1992 по 1994 год, а затем с 1995 года до своего избрания в Вестминстер. Он вышел из совета в 1998 году. Дэвид Борроу оспаривал место в парламенте от Уайра на всеобщих выборах 1992 года и занял второе место, набрав 11 664 голоса после члена парламента от консерваторов Кейта Манса . На всеобщих выборах 1997 года Дэвид Борроу боролся за Саут-Риббл, резиденцию бывшего государственного министра-консерватора Роберта Аткинса . Заем был выбран для борьбы за место в последнюю минуту после того, как предыдущий кандидат заболел. Саут-Риббл был одним из многих мест, которые получили лейбористы в 1997 году, а Дэвид Борроу был избран членом парламента от лейбористской партии от избирательного округа Саут-Риббл с большинством в 5084 человека и занимал это место до 2010 года. Он присоединился к специальному комитету по сельскому хозяйству в 1999 году, а после всеобщих выборов 2001 года он присоединился к недавно сформированному специальному комитету по окружающей среде, продовольствию и сельским делам . В 2003 году он стал личным парламентским секретарем (PPS) государственного министра в Министерстве транспорта Кима Хауэллса и оставался им, когда его босс перешёл на сторону Министерства образования и навыков в 2004 году. Он не остался в качестве PPS Хауэллса после всеобщие выборы 2005 года .